# Le Mans Sarthe Basket
Il Le Mans Sarthe Basket è un club di pallacanestro francese della lega Pro A, ha vinto quattro titoli nazionali e due Coppe di Francia.

## Storia
Il club è la versione professionistica dello Sporting Club Moderne Le Mans fondato nel 1939, da cui si  è distaccato nel 1993 per poter meglio competere con i club più forti. In effetti nonostante la vittoria del campionato di seconda divisione nel 1990, negli anni successivi ha fatto molta fatica a rimanere nella prima serie.
Nel 1995 con nuove ambizioni il club si trasferisce nel nuovo palazzetto Antarès che possiede una capacità di 6000 posti.
Per la stagione 1996-97, il Le Mans ingaggia un nuovo allenatore, Alain Weisz, con l'obiettivo di portare di nuovo la squadra tra le migliori di Francia. Arrivano gli americani Ron Anderson e Josh Grant e il club riesce a centrare un quarto posto che lo qualifica alle competizioni europee.
La stagione seguente continua a fare bene potendo contare sul forte americano Keith Jennings che nel 1999 verrà eletto MVP del campionato. Dopo quella stagione, Jennings lascia, sostituito da Andre Woolridge che però non saprà dare altrettanto alla squadra. Segue un periodo di transizione, concluso con la partenza di Alain Weisz che passa alla nazionale. Gli succede il suo assistente Vincent Collet.
Collet scommette sul più piccolo giocatore della storia del campionato francese, Shawnta Rogers (1m61), che, in compagnia di un altro americano, Chris King, porterà il club a delle inaspettate semifinali dei play-off. La stagione successiva però il Le Mans non riesce a confermare il buon risultato.
Per la stagione 2002-03, il club si affida a giovani come Pape-Philippe Amagou e Alain Koffi provenienti dal settore giovanile e Amara Sy ingaggiato dall'ASVEL, e arrivano ottimi risultati. Il primo posto nella stagione regolare consente al club la partecipazione alla ULEB Cup. L'anno successivo (2004-05), un nuovo primo posto in stagione regolare, ma la sua corsa ai play-off si arresterà ai quarti di finale.
Nel 2005-06 in stagione regolare il Le Mans non è efficace come negli anni precedenti, in Uleb esce alla prima fase a gironi ed in coppa di Francia non va oltre i quarti di finale. Eppure grazie ad un ottimo cammino nei playoff riesce a conquistare il campionato battendo in finale il Nancy 93-88.

## Roster 2023-2024
Aggiornato al 25 ottobre 2023.
|    | Naz.                                    | Ruolo | Sportivo                | Anno | Alt. |  | Note |
| -- | --------------------------------------- | ----- | ----------------------- | ---- | ---- |  | ---- |
| 0  | Stati Uniti (bandiera)                  | GA    | Matt Lewis              | 1998 | 190  |  |      |
| 1  | Francia (bandiera)                      | PG    | Abdoulaye Ndoye         | 1998 | 198  |  |      |
| 3  | Stati Uniti (bandiera)                  | PG    | DeVante' Jones          | 1998 | 182  |  |      |
| 8  | Belgio (bandiera)                       | PG    | Osahon Obasohan         | 2003 | 188  |  |      |
| 9  | Francia (bandiera)                      | GA    | Léopold Delaunay        | 2001 | 193  |  |      |
| 10 | Francia (bandiera)                      | A     | Loïs Grasshoff          | 2004 | 199  |  |      |
| 12 | Stati Uniti (bandiera)                  | P     | Trevor Hudgins          | 1999 | 180  |  |      |
| 15 | Francia (bandiera)                      | C     | Wilfried Yeguete        | 1991 | 202  |  |      |
| 19 | Francia (bandiera)                      | AG    | Ethane Bourgade         | 2004 | 200  |  |      |
| 21 | Stati Uniti (bandiera)                  | C     | Selom Mawugbe           | 1998 | 206  |  |      |
| 23 | Giamaica (bandiera)                     | AG    | Tyran De Lattibeaudiere | 1991 | 202  |  |      |
| 25 | Stati Uniti (bandiera)                  | A     | D'Shawn Schwartz        | 1999 | 199  |  |      |
| 30 | Francia (bandiera)                      | C     | Raphaël Djasrambaye     | 2003 | 206  |  |      |
| 44 | Camerun (bandiera) · Francia (bandiera) | AG    | Williams Narace         | 1997 | 203  |  |      |

### Staff tecnico
| Allenatore: | Elric Delord                                   |
| Assistente: | Antoine Mathieu, Romain Zwicky, Jordan Bernard |

## Palmarès
- Campionato francese: 5

1977-1978, 1978-1979, 1981-1982, 2005-2006, 2017-2018,
- Coppa di Francia: 4

1964, 2004, 2008-2009, 2015-2016
- Semaine des As - Leaders Cup: 4

2006, 2009, 2014, 2025